# Мига
Мига — река в Вологодской области России, правый приток Андоги (бассейн Волги). Длина реки составляет 56 км. Площадь водосборного бассейна — 497 км².
Течёт с севера на юг вдоль границы Белозерского района с Бабаевским и Кадуйским районами. Местность по берегам реки заболоченная, населённых пунктов на берегах нет, однако на левом берегу в небольшом отдалении от реки есть частично обитаемые деревни Искрино, Боярская, Ивановская. В нижнем течении в Мигу впадают Чёрный, Железный и Братский ручьи. Устье реки находится в 86 км по правому берегу реки Андога.Высота истока — 146 м над уровнем моря. Высота устья — 133 м над уровнем моря.

## Данные водного реестра
По данным государственного водного реестра России относится к Верхневолжскому бассейновому округу, водохозяйственный участок реки — Суда от истока и до устья, речной подбассейн реки — Реки бассейна Рыбинского водохранилища. Речной бассейн реки — (Верхняя) Волга до Куйбышевского водохранилища (без бассейна Оки).
Код объекта в государственном водном реестре — 08010200212110000007968.